# Hemigymnus fasciatus
Hemigymnus fasciatus är en fiskart som först beskrevs av Bloch 1792.  Hemigymnus fasciatus ingår i släktet Hemigymnus och familjen läppfiskar. IUCN kategoriserar arten globalt som otillräckligt studerad. Inga underarter finns listade i Catalogue of Life.